# 山崎昭生
山崎 昭生（やまさき あきお、1959年11月17日 - ）は、香川県出身の元ボートレーサー。登録第3064号。51期。

## 来歴
- 香川県立多度津工業高等学校卒業。
- 第51期選手養成員として本栖研修所に入所。
- 1982年9月19日、選手登録[1]。
- 1982年11月16日から丸亀競艇場で開催された 一般戦でデビュー。デビュー戦で初勝利を飾る。
- 1983年10月24日から住之江競艇場で開催された 一般戦でデビュー1年1か月にして初優出。（失格）
- 1985年4月18日から三国競艇場で開催された G1「第32回 周年記念」でデビュー2年6ヶ月にしてG1初出場。
- 1985年11月1日から江戸川競艇場で開催された 一般戦 でデビュー3年1か月にして初優勝。
- 1987年5月13日から丸亀競艇場で開催された G1「第35回 周年記念」でG1初優出。（6着）
- 1987年7月31日から丸亀競艇場で開催された SG「第33回 モーターボート記念」でデビュー4年10ヶ月にしてSG初出場。
- 1990年1月18日から蒲郡競艇場で開催された G1「第4回新鋭王座決定戦」でデビュー7年3ヶ月にしてG1初優勝[2]。
- 1994年7月20日から蒲郡競艇場で開催された G1「第39回 周年記念」で2回目のG1優勝[3]。
- 1996年6月4日から津競艇場で開催された G1「第44回 周年記念」で3回目のG1優勝[4]。
- 1998年6月23日から宮島競艇場で開催された SG「第8回グランドチャンピオン決定戦」で、SG初優出[5]。（5着）
- 1998年7月15日から三国競艇場で開催された SG「第3回オーシャンカップ」でSG連続優出[6]。（2着）
- 2000年12月19日から平和島競艇場で開催された SG「第15回賞金王決定戦シリーズ戦」で3回目のSG優出[7]。（4着）
- 2001年7月20日から桐生競艇場で開催された G1「第45回赤城雷神杯」で4回目のG1優勝[8]。
- 2016年2月22日からボートレース徳山で開催された 一般戦「マンスリーBOATRACE杯争奪戦」3日目（24日）第1Rにて通算2000勝を達成[9]。通算101人目の快挙。
- 2019年2月27日からボートレース浜名湖で開催された 一般戦「薄暮だョ！B級名人大集合 マクール杯」初日第12Rファン選抜戦にて356票を獲得し、6号艇に選出された[10]。6号艇5コースから侵入し4着[11]。
- 2019年9月20日からボートレース福岡で開催された 一般戦「第7回カメリアライン杯」で通算55回目となる優勝[12]。結果として現役最後の優勝となった。
- 2021年2月14日からボートレース丸亀で開催された G1「第64回四国地区選手権」最終6日目第4R[13]が現役最後のレースとなった。
- 2021年2月24日、選手登録消除。同年4月よりボートレーサー養成所の実技教官になることが発表された[14]。4年間務めた後退官[15]。

## エピソード
- 調理師として3年6ヶ月の就労経験がある。
- 同期には、山室展弘、西田靖らがいる。

## 獲得タイトル

### GI
- 第4回 新鋭王座決定戦（蒲郡競艇場）
- 第39回周年記念（蒲郡競艇場）
- 第44回周年記念（津競艇場）
- 第45回周年記念（桐生競艇場）

## 戦績
- 出走回数：9088回
- 1着回数：2209回
- 優出回数：259回
- SG優出回数：3回
- G1優出回数：28回
- 優勝回数：55回
- G1優勝回数：4回
- フライング(F)回数：40回
- 出遅れ(L)回数：2回
- 通算勝率：6.24
- 2連対率：44.17
- 3連対率：59.72
- 生涯獲得賞金：1,220,082,777円